# CIR-folyamat
A CIR-folyamat egy ergodikus folyamat, mely állandó eloszlással rendelkezik.
Ezt a folyamatot széles körben alkalmazzák gazdasági számításoknál, a rövidlejáratú kamatláb számításakor. A Heston-modellnél a sztochasztikus illékonyság számításához használják.
A folyamat John C. Cox, Jonathan E. Ingersoll, és Stephen A. Ross matematikusokról kapta a nevét.
A CIR-folyamat egy Markov-folyamat, melyet a következő sztochasztikus differenciálegyenlet definiál:
{\displaystyle dr_{t}=a(b-r_{t})\,dt+\sigma {\sqrt {r_{t}}}\,dW_{t}}
ahol Wt is a Wiener-folyamat, mely a véletlenszerű piaci kockázatot modellezi.
A drift tényező = a(b − rt). 
A {\displaystyle \sigma {\sqrt {r_{t}}}} szórás kivédi a lehetőséget, hogy a kamatláb negatívvá váljon a és b pozitív értékei mellett. A zéró kamatláb ki van zárva, ha:
{\displaystyle 2ab\geq \sigma ^{2}\,}
A folyamat definiálható a négyzetes Ornstein–Uhlenbeck-folyamat összegeként is.

## Jövőbeli eloszlás
A CIR-folyamat jövőbeli eloszlása a következő kifejezéssel számítható:
{\displaystyle r_{t+T}=r_{t}+cY},
ahol {\displaystyle c={\frac {(1-e^{-aT})\sigma ^{2}}{2a}}}, és Y  a nem-centrális Khí-négyzet eloszlás, {\displaystyle {\frac {4ab}{\sigma ^{2}}}}  szabadságfokkal, és  {\displaystyle 2cr_{t}e^{-aT}} nem-centrális paraméterrel.
A CIR-folyamat egy speciális esete az alapvető AJD sztochasztikus folyamatnak, mely lehetővé teszi a kötvények áralakulásának kifejezését zárt formában.